# Masada
Masada (o transliterare cu litere latine a termenului ebraic מצדה, Metzadá, care provine din מצודה, metzudá,  „cetate”, "fortăreață") a fost o fortăreață antică cu o poziție strategică însemnată, pe o colină situată la marginea de răsărit a pustiului Iudeei, pe malul vestic al Mării Moarte. Colina se află la o altitudine de 63 metri deasupra nivelului mării, și la o înălțime de 450 metri față de nivelul Mării Moarte.  

## Istoria
Fortăreața a fost edificată în sec. I î.C. și extinsă în timpul domniei regelui iudeu Irod cel Mare (74-4 î.C.). După cucerirea Ierusalimului de către împăratul roman Titus Flavius Vespasianus în anul 70 d.C., Masada a fost ultimul refugiu al rezistenței antiromane a iudeilor.
Se știe că cei circa 970 de iudei din Masada au preferat să se omoare, după un îndelungat asediu (între anii 70-73 d.C.), pentru a nu cădea în mâinile luptătorilor romani, care i-ar fi luat în robie. Deoarece sinuciderea era interzisă de religia lor, au fost trași la sorți câțiva bărbați care să-i omoare pe toți ceilalți asediați; după aceasta, ultimii rămași s-au omorât ei între ei. Totuși, două femei și cinci copii s-au ascuns, nu au fost omorâți și au putut povesti mai târziu cele întâmplate.
Rezistența împotriva unor forțe militare mult superioare și moartea asediaților constituie până azi un simbol al dorinței de libertate în rândurile evreilor. Curajul lor a fost admirat chiar și de către romani.

## Masada în timpurile moderne
Fortăreața Masada a fost redescoperită în anul 1838. Reconstrucția a început în 1966, astăzi Masada fiind o atracție turistică importantă. 
În 1973 au avut loc, aici, filmările pentru renumitul film de cinema american "Jesus Christ Superstar", apoi pentru filmul dramatic și istoric american Masada⁠(fr)[traduceți], difuzat din 1981. De fapt, acest sit arheologic l-a inspirat pe Ernest K. Gann să scrie romanul "Antagoniștii", tipărit la 1971. 
În anul 2001, Masada a fost înregistrată în lista patrimoniului mondial cultural și natural al organizației UNESCO.